# 依普拉酮
依普拉酮（商品名有Eftapan、Isilung、Mucitux等）是一种含氮有机化合物，化学式C24H32N2O2，是一种用于缓解支氣管痙攣药和祛痰药，在欧洲国家有售，但在英美未上市。